# إليانور غامبل
إليانور غامبل (بالإنجليزية: Eleanor Gamble) هي عالمة نفس أمريكية، ولدت في 2 مارس 1868، وتوفيت في 30 أغسطس 1933.